# La Condamine-Châtelard
Pour les articles homonymes, voir Condamine et Le Châtelard.
La Condamine-Châtelard est une commune française, située dans le département des Alpes-de-Haute-Provence en région Provence-Alpes-Côte d'Azur, dans la vallée de l'Ubaye.
Le nom de ses habitants est Condaminois.

## Géographie

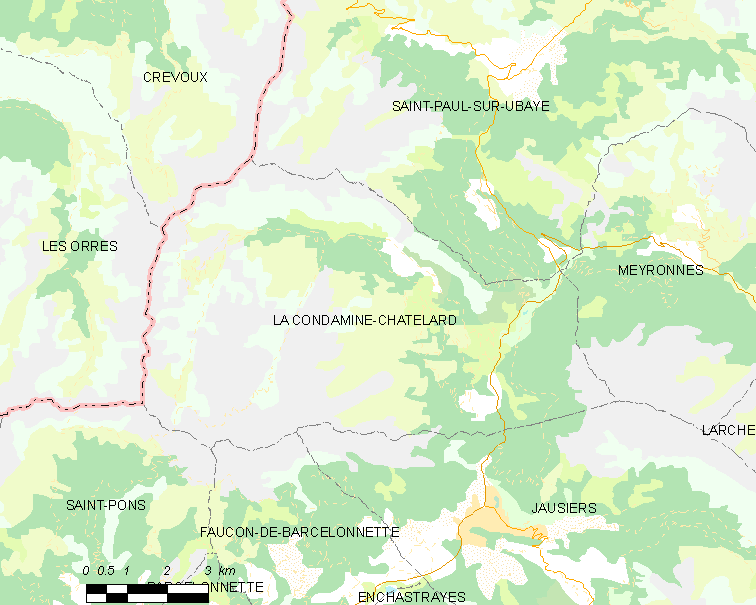
La Condamine-Châtelard et les communes voisines (Cliquez sur la carte pour accéder à une grande carte avec la légende).

Les communes limitrophes de La Condamine-Châtelard sont Saint-Paul-sur-Ubaye, Meyronnes, Jausiers, Faucon-de-Barcelonnette, Saint-Pons, Les Orres et Crévoux.
Le village marque l'entrée dans la troisième partie désignée haute-vallée de l'Ubaye, à 1 305 m d’altitude. Il est localisé à la confluence de l’Ubaye et du torrent du Parpaillon. Avec seulement 300 m d'écart, il borde le fort de Tournoux, « Versailles militaire du XIXe siècle », construit à la fin du XIXe siècle pour protéger la vallée des attaques de l’Italie, alors alliée de l'Allemagne impériale.
La commune est parcourue par le sentier de grande randonnée GR 6 et la voie stratégique peu carrossable passant par le tunnel du Parpaillon vers Embrun (fermé entre fin octobre et fin juin).

### Hameaux et écarts
- Hameaux :
  - "La Condamine" : chef-lieu actuel ;
  - "Les Baraquements" : là où se trouve le camping[3] (il y a eu là sous le fort de très grandes casernes qui ont été rasées).
  - "Le Châtelard" : ancien hameau chef-lieu d'habitat groupé. En contrebas il y a des maisons dispersées, lieu-dit « Le Prat » ;
  - "Le Villard" : ce hameau très ancien est très étalé entre 1300 et 1 600 m d'altitude orienté soleil levant. Il comprend les lieux-dits : Mareilles, Clausal, La-Combe, Villard-Haut ;
  - "Les Prats" :
  - "Station de ski" :
  - " Grach" : Haut et bas ;
  - Habitats dispersés autour de la chapelle Sainte-Anne à la confluence du torrent de Berrad et du Parpaillon : plan de la Malle, Chazals, Souchals, Bousqueton, Prière

### Géologie
Lors des deux dernières grandes glaciations, la glaciation de Riss et la glaciation de Würm, les vallées de la commune sont envahies par les glaciers de l’Ubaye et ses glaciers affluents, dont ceux du Parpaillon, de son affluent le Bérard. Les sommets des crêtes n’ont jamais été recouverts.

### Sommets et cols

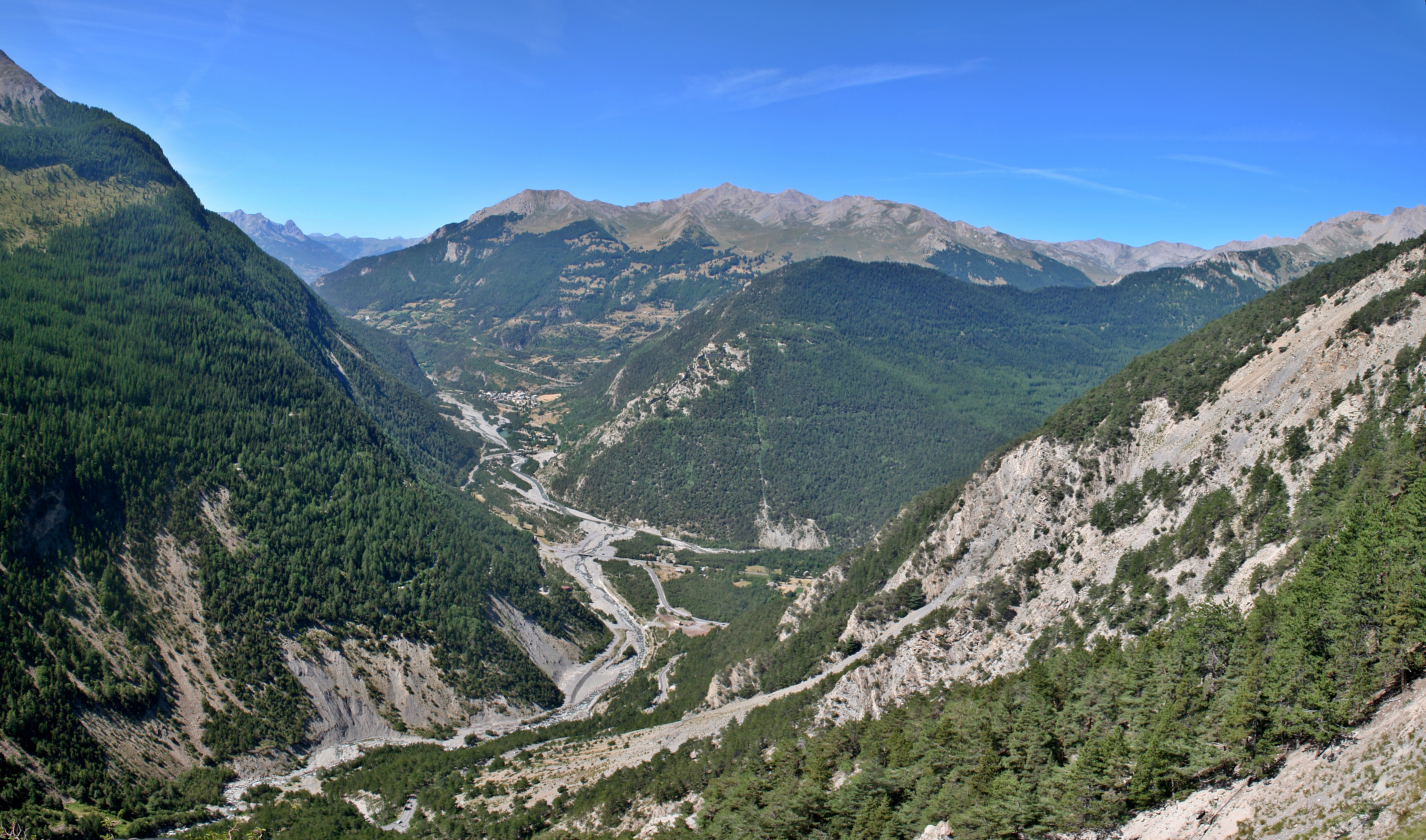
La commune vue à partir de l'Ubayette

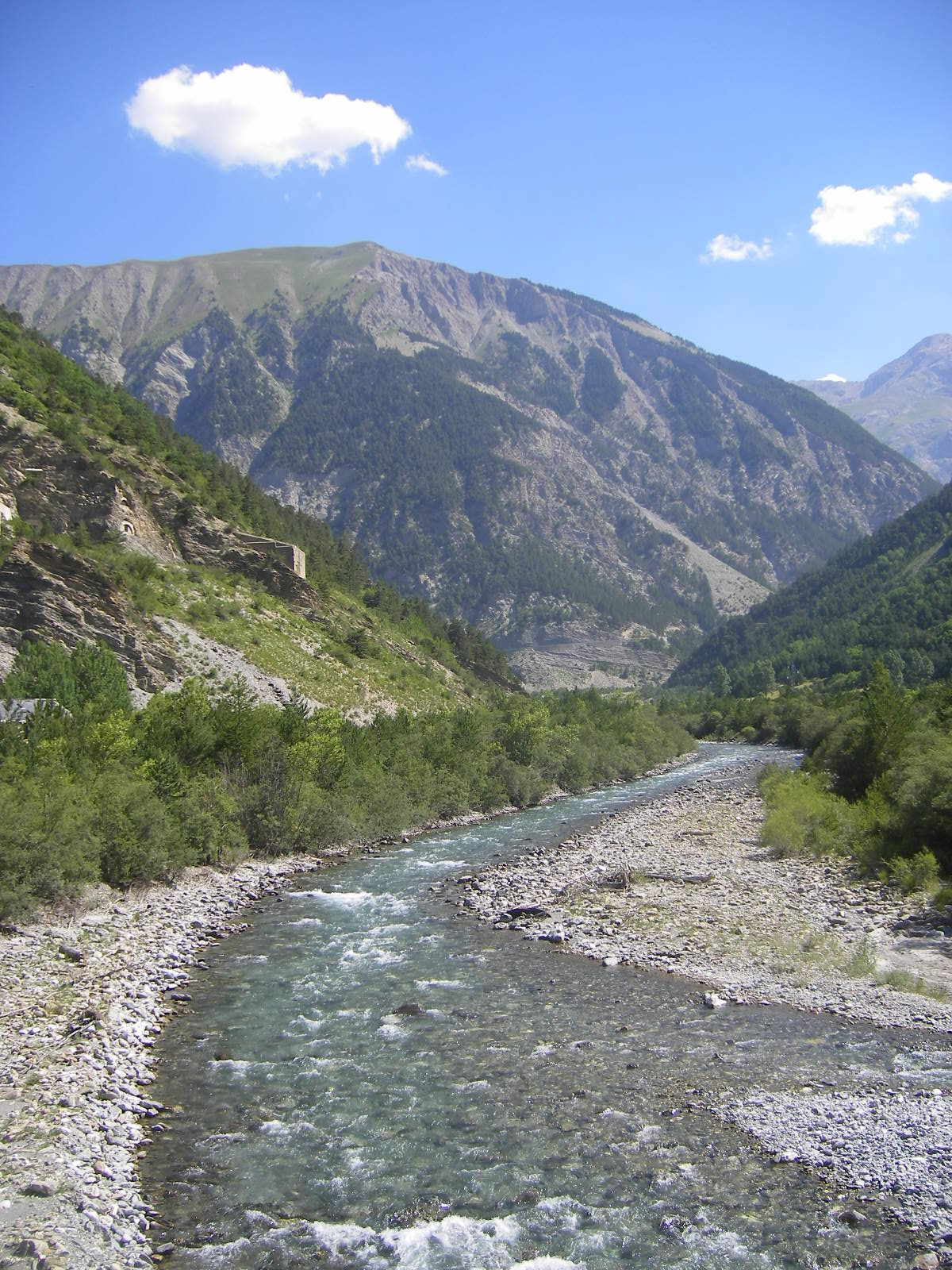
L’Ubaye entre le fort de Tournoux et La Condamine.

- le Grand Bérard (3 048 m)
- col du Parpaillon (2 780 m)
- col de la Pare (2 655 m)

### Environnement
La commune compte 818 ha de bois et forêts, soit 14 % de sa superficie.

### Risques naturels et technologiques
Aucun plan de prévention des risques naturels prévisibles (PPR) n’existe pour la commune et le Dicrim n’existe pas non plus.
La commune a été l’objet de deux arrêtés de catastrophe naturelle pour des inondations et des coulées de boue, en 1989 et 2008.
Liste des risques :
Le canton de Barcelonnette auquel appartient La Condamine-Châtelard est en zone 1b (risque faible) selon la classification déterministe de 1991, basée sur les séismes historiques, et en zone 4 (risque moyen) selon la classification probabiliste EC8 de 2011. La commune de La Condamine-Châtelard est également exposée à quatre autres risques naturels :
- avalanche ;
- feu de forêt ;
- inondation (dans la vallée de l'Ubaye) ;
- mouvement de terrain : la commune est presque entièrement concernée par un aléa moyen à fort[9].

La commune de La Condamine-Châtelard est également exposée à un risque d’origine technologique, celui de transport de matières dangereuses par route. La départementale RD900 (ancienne route nationale 100) peut être empruntée par les transports de marchandises dangereuses.

#### Avalanches
Voila ce que dit le dernier rapport CLPA concernant la commune du 30/01/3013 :
- l’avalanche de l’Arpillon (no 21) a plusieurs fois approché de près le téléski de l’Uvernage ;
- le téléski de Côte 2000 a été touché par l’avalanche de la Côte d’Entrebouc (no 25) ;
- l’avalanche de la Pointe fine (no 23) aurait détruit le hameau du Villaret[précision nécessaire] ;
- la route D900 a été atteinte plusieurs fois par l’avalanche de la crête de la Silve – Les Maures (no 40) ;
- la commune compte enfin de grands versants avalancheux de part et d’autre des vallons Bérard et du Parpaillon.

#### Séismes
On liste ci-dessous les principaux séismes ressentis dans la commune depuis le début du vingtième siècle. L'intensité indiquée correspond à celle ressentie dans la commune (Échelle Medvedev-Sponheuer-Karnik jusqu'en 1980, Échelle macrosismique européenne dite EMS-98 ensuite) ; l’intensité à l’épicentre est généralement plus forte.
- séisme du 19 mars 1935, d'intensité VI, avec un épicentre à Saint-Clément-sur-Durance[13] ;
- séisme du 18 juillet 1938, d'intensité V, avec un épicentre à Guillestre[14] ;
- séisme du 23 février 1941, d'intensité V, avec un épicentre en Italie[15] ;
- séisme du 15 mars 1942, d'intensité V, avec un épicentre aux Orres[16] ;
- séisme du 17 février 1947, d'intensité V, avec un épicentre en Italie[17] ;
- séisme du 5 avril 1959, de magnitude 5,5 et d'intensité VII, avec un épicentre à Saint-Paul-sur-Ubaye[18],[19] ;
- séisme du 10 octobre 1980, d'intensité III-IV, avec un épicentre à Larche[20] ;
- séisme du 26 février 2012, de magnitude 4,3 et d'intensité V-VI[21], avec un épicentre dans le massif du Parpaillon, à égale distance de La Condamine-Châtelard, Crévoux et Saint-Paul-sur-Ubaye[22] ;
- séisme du 7 avril 2014, de magnitude 4,8 et d'intensité VI[23], avec un épicentre exactement au même endroit que le précédent[22].

### Toponymie
Selon Ernest Nègre, la localité du Châtelard est documentée pour la première fois en 1351 sous la forme de Castellario, une latinisation du terme francoprovençal castellar (formation romane avec le suffixe latin -are) qui désigne une maison forte construite sur une hauteur. La forme Châtelard est reconstruite sur le modèle de châtelain, avec confusion de suffixe : le suffixe roman -ar a été pris pour le germanique -ard.
Le nom de Condamine, non daté, également franco-provençal, désigne une terre fertile, ou affranchie de charges (c’est la deuxième explication qui est retenue par les Fénié), du bas latin  *condominium désignant au Moyen Âge une terre, proche du château, réservée au seigneur et exempte de droits, ou quelquefois un terroir soumis à deux seigneurs.
Selon le couple Fénié, le toponyme de Tournoux *turno est un oronyme, et antérieur aux Gaulois en accord avec Charles Rostaing.

### Climat
Pour des articles plus généraux, voir Climat de Provence-Alpes-Côte d'Azur et Climat des Alpes-de-Haute-Provence.
En 2010, le climat de la commune est de type climat de montagne, selon une étude du Centre national de la recherche scientifique s'appuyant sur une série de données couvrant la période 1971-2000. En 2020, Météo-France publie une typologie des climats de la France métropolitaine dans laquelle la commune est exposée à un climat de montagne ou de marges de montagne et est dans la région climatique Alpes du sud, caractérisée par une pluviométrie annuelle de 850 à 1 000 mm, minimale en été.
Pour la période 1971-2000, la température annuelle moyenne est de 7,7 °C, avec une amplitude thermique annuelle de 16,8 °C. Le cumul annuel moyen de précipitations est de 969 mm, avec 6,3 jours de précipitations en janvier et 6,3 jours en juillet. Pour la période 1991-2020, la température moyenne annuelle observée sur la station météorologique de Météo-France la plus proche, « Jausiers-Saint-Anne », sur la commune de Jausiers à 5 km à vol d'oiseau, est de 8,2 °C et le cumul annuel moyen de précipitations est de 676,5 mm. 
La température maximale relevée sur cette station est de 37,6 °C, atteinte le 23 août 2023 ; la température minimale est de −24 °C, atteinte le 12 février 1999,,.
Les paramètres climatiques de la commune ont été estimés pour le milieu du siècle (2041-2070) selon différents scénarios d'émission de gaz à effet de serre à partir des nouvelles projections climatiques de référence DRIAS-2020. Ils sont consultables sur un site dédié publié par Météo-France en novembre 2022.

## Urbanisme

### Typologie
Au 1er janvier 2024, La Condamine-Châtelard est catégorisée commune rurale à habitat dispersé, selon la nouvelle grille communale de densité à 7 niveaux définie par l'Insee en 2022.
Elle est située hors unité urbaine. Par ailleurs la commune fait partie de l'aire d'attraction de Barcelonnette, dont elle est une commune de la couronne,. Cette aire, qui regroupe 11 communes, est catégorisée dans les aires de moins de 50 000 habitants,.

### Occupation des sols
L'occupation des sols de la commune, telle qu'elle ressort de la base de données européenne d’occupation biophysique des sols Corine Land Cover (CLC), est marquée par l'importance des forêts et milieux semi-naturels (97,7 % en 2018), une proportion sensiblement équivalente à celle de 1990 (98 %). La répartition détaillée en 2018 est la suivante : 
espaces ouverts, sans ou avec peu de végétation (50,1 %), milieux à végétation arbustive et/ou herbacée (24,1 %), forêts (23,5 %), prairies (2,3 %).
L'évolution de l’occupation des sols de la commune et de ses infrastructures peut être observée sur les différentes représentations cartographiques du territoire : la carte de Cassini (XVIIIe siècle), la carte d'état-major (1820-1866) et les cartes ou photos aériennes de l'IGN pour la période actuelle (1950 à aujourd'hui).

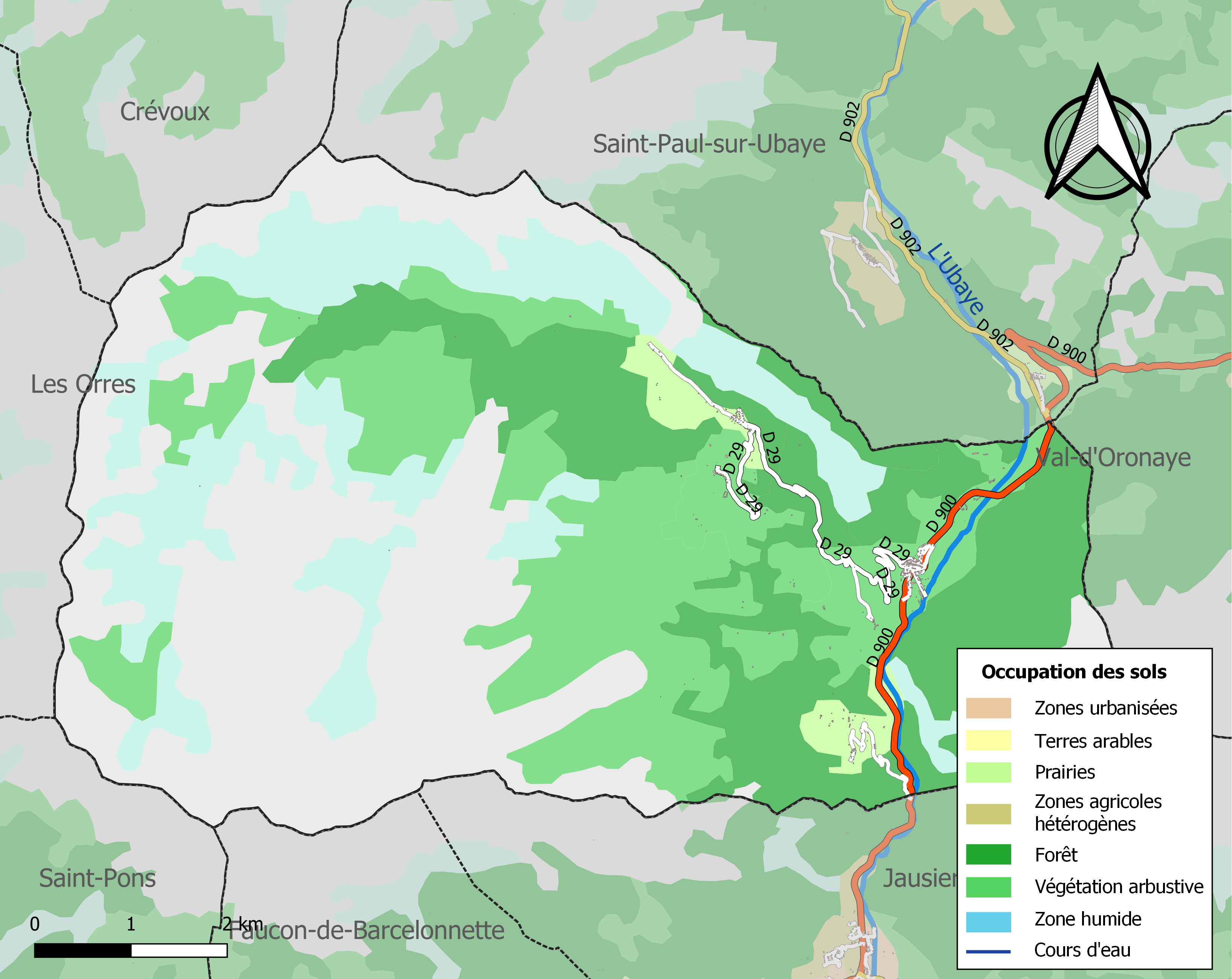
Carte de l'occupation des sols de la commune en 2018 (CLC).

## Économie

### Aperçu général
En 2009, la population active s’élevait à 86 personnes, dont 8 chômeurs (13 fin 2011). Ces travailleurs sont majoritairement salariés (76 %) et travaillent majoritairement hors de la commune (60 %).

### Agriculture
Fin 2010, le secteur primaire (agriculture, sylviculture, pêche) comptait 9 établissements actifs au sens de l’Insee (exploitants non-professionnels inclus) et aucun emploi salarié.
Le nombre d’exploitations professionnelles, selon l’enquête Agreste du ministère de l’Agriculture, est de cinq en 2010. Actuellement[Quand ?], ces exploitations sont uniquement des élevages ovins. La surface agricole utile (SAU) est actuellement de 1 513 ha.

### Industrie
- Fin 2010, le secteur secondaire (industrie et construction) comptait 5 établissements, employant 2 salariés[44].
- Hydroélectricité:
  - Exploitation arrêtée vers 2010 à la suite d'un mouvement de terrain, un petit barrage alimentait via une conduite forcée de 1 800 m, mise en service en 1906, une très petite centrale hydroélectrique avec deux groupes Pelton, 0,36 MVA total. Elle a été démontée depuis[46],[47].
  - 3,7 MW (dix fois plus puissante), une nouvelle étude a été menée en 2013; présenté au conseil municipal le 20 février 2014; au public un an plus tard: Débit réservé = 100 l/s; 1 turbine Pelton 1 100 l/s; Hauteur chute 414 m; production 14,9 GWh; Investissement=7,3 M€, CA=1,3 M€; 73 k€/20 ans pour la commune; parcours de la conduite hors du lit du Parpaillon, enterrée diamètre 0,7 m (1,5km en simili horizontale, puis 2,2km de conduite forcée avec 400m de dénivelé)[48].

### Activités de service
Fin 2010, le secteur tertiaire (commerces, services) comptait 25 établissements (avec dix emplois salariés), auxquels s’ajoutent les neuf établissements du secteur administratif (regroupé avec le secteur sanitaire et social et l’enseignement), salariant sept personnes.
D'après l’Observatoire départemental du tourisme, la fonction touristique est très importante pour la commune, avec plus de cinq touristes accueillis par habitant
, l’essentiel de la capacité d'hébergement étant non-marchande. Plusieurs structures d’hébergement à finalité touristique existent dans la commune :
- la réputée boulangerie pâtisserie Guth rouvre ce mois de mai 2017, grâce à Laurence la compagne de Jean-Christophe son gérant après son dramatique accident 4/05/2016.
- la pizzéria « La Rimaye » est ouverte[51].
- le camping deux étoiles, (fermé de 2010à2016 risque crues, etc.), rouvre en 2017[52]. Il a une capacité de 70 emplacements[53].
- deux hôtels en 2008, depuis 2015 au chef-lieu l'"Hôtel du Midi" est fermé.
- Ce dernier transformé en bar-restaurant, un an le "Logan's pub" qui a fermé début 2017, se métamorphose sous le nom de « Virginie » avec un complément hébergement, 4 chambres d'hôtes[54] non-classés[55].
- un gîte d'étape[56].
- plusieurs meublés[57],[58].

Les résidences secondaires apportent un complément important à la capacité d’accueil : au nombre de 160, elles représentent deux logements sur trois. 67 résidences secondaires possèdent plus d’un logement,.
De la commune dépend la petite station de ski de Sainte-Anne-la-Condamine, dans le massif du Parpaillon.

## Histoire

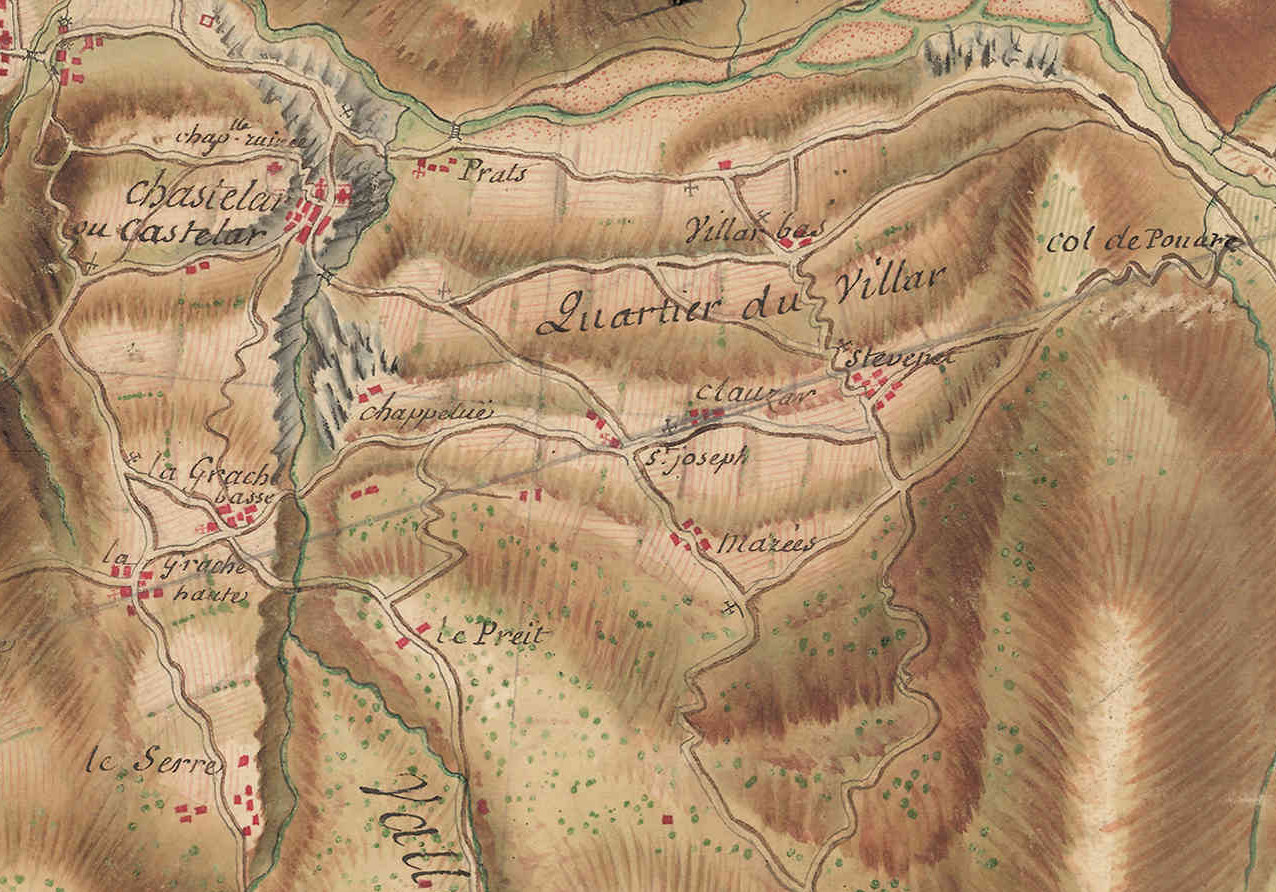
Carte nouvellement découverte, établie entre 1749 et 1755 sous la direction de Pierre-Joseph de Bourcet, ingénieur militaire. Chef-d’œuvre aquarellées, dessinées au 1/14 400e.

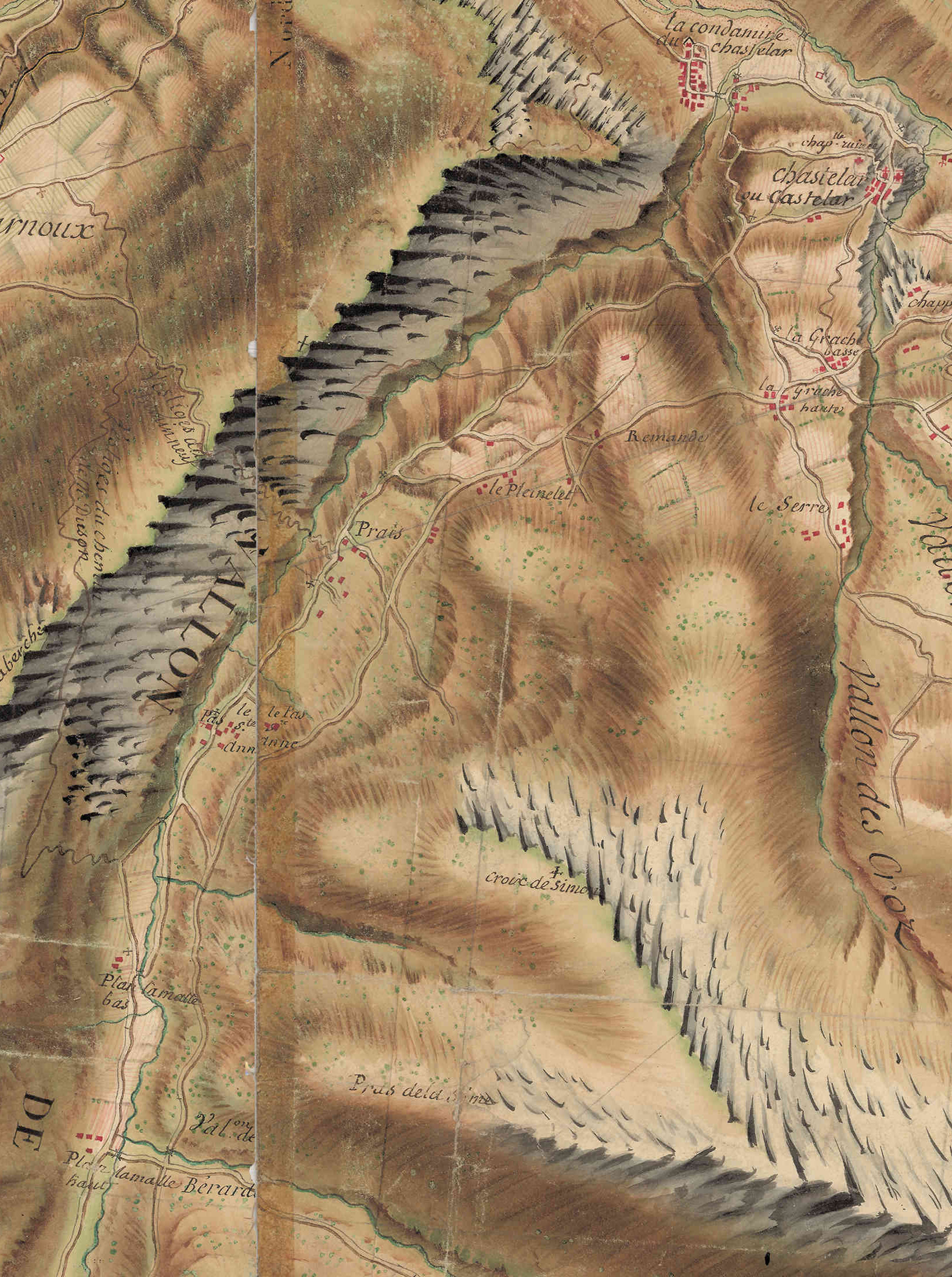
Chef-Lieu et début du Parpaillon

Dans l’Antiquité tardive, Châtelard fait partie de la vallis Moccensis, d’après le nom de la famille romaine des Moccii, qui devait posséder des domaines importants dans les vallées : elle dépend, sur le plan religieux, de l’archevêché de Turin. Le nom évolue ensuite en vallis Muscio (XIIe siècle), vallium Mucii (XIIIe siècle), puis au XIVe siècle, en Vallis Montii, c’est-à-dire le Val-des-Monts, district de la vallée de Barcelonnette qui a existé jusqu’au XVIIIe siècle.
La localité apparaît pour la première fois dans les chartes au XIIIe siècle, sous la forme Castellar. Le Châtelard tire son nom d’un château des comtes de Provence, détenteurs du fief jusqu’en 1388 (il passe ensuite aux comtes de Savoie).
Rostaing Andrée de Mayronis (mort après 1343), habitant de Sisteron, était en 1328 coseigneur de Meyronnes, Tournoux, Gleisoles et probablement de Larche (baillie de Barcelonnette).
La situation du Châtelard, au carrefour de trois routes, une vers la basse vallée de la Durance par l’Ubaye, une autre vers la haute vallée de la Durance par le col de Vars et Embrun, et une autre vers l’Italie par le col de Larche, est mise à profit par la perception d’un péage. Au traité d'Utrecht (1713), l’Ubaye et la seigneurie passent au roi de France.
En 1740, une crue fait d’importants dégâts.
À l'origine, La Condamine était un simple hameau du village de Châtelard, situé plus en hauteur. Lors de la Révolution, la commune de Châtelard fut créée, dont dépendait La Condamine. Puis au XIXe siècle, La Condamine prospéra, tandis que Châtelard perdait de l'importance. En 1850, le siège de la commune fut transféré de Châtelard à la Condamine, et la commune prit le nom de La Condamine-Châtelard,. Pour suivre le décret de la Convention du 25 vendémiaire an II invitant les communes ayant des noms pouvant rappeler les souvenirs de la royauté, de la féodalité ou des superstitions, à les remplacer par d'autres dénominations, la commune change de nom pour Rocher-Sec. Pour Châtelard, comme pour Saint Pons, Saint Vincent et Saint Ours, ce changement est validé le 29 avril 1794 (10 floréal an 2).
Comme de nombreuses communes du département, La Condamine-Châtelard se dote d’écoles bien avant les lois Jules Ferry : en 1863, elle compte déjà trois écoles dispensant une instruction primaire aux garçons (au Châtelard, à la Condamine et au Villard)
. Une école de filles est aussi ouverte, bien que la loi Falloux (1851) n’oblige une ouverture que dans les communes de plus de 800 habitants.
La commune de La Condamine est durement touchée par la Première Guerre mondiale, avec 32 morts. Une souscription publique est lancée afin de financer la construction du monument aux morts. Une autre souscription, de fin 1919 à 1921, a lieu dans toute la vallée de l'Ubaye et permet de financer un monument aux 509 morts de la vallée, érigé à Barcelonnette par Paul Landowski.
En 1939, 500 à 750 Espagnols appartenant à la 10e compagnie de travailleurs étrangers (réfugiés en France lors de la Retirada) sont installés à La Condamine, pour travailler à l’entretien de la route stratégique du Col du Parpaillon.
À la fin de la Seconde Guerre mondiale, le village de la Condamine est à peu près totalement détruit par les combats.

## Politique et administration

### Liste des maires
| Période                                  | Période   | Identité          | Étiquette | Qualité                                                   |
| ---------------------------------------- | --------- | ----------------- | --------- | --------------------------------------------------------- |
|                                          |           |                   |           |                                                           |
| avant 2005                               | mars 2008 | Christian Bonnet  |           |                                                           |
| mars 2008                                | mars 2011 | François Honoré   |           | démissionnaire                                            |
| juin 2011                                | 2020      | Francis Bercher,  | DVD       | Retraité                                                  |
| 2020                                     | En cours  | Élisabeth Jacques | DVD       | Chef d'entreprise, conseillère départementale depuis 2021 |
| Les données manquantes sont à compléter. |           |                   |           |                                                           |

### Intercommunalité
La Condamine-Châtelard fait partie:
- de 1993 à 2016 de la communauté de communes Vallée de l'Ubaye ;
- à partir du 1er janvier 2017, de la communauté de communes Vallée de l'Ubaye Serre-Ponçon.

## Démographie
L'évolution du nombre d'habitants est connue à travers les recensements de la population effectués dans la commune depuis 1765. Pour les communes de moins de 10 000 habitants, une enquête de recensement portant sur toute la population est réalisée tous les cinq ans, les populations de référence des années intermédiaires étant quant à elles estimées par interpolation ou extrapolation. Pour la commune, le premier recensement exhaustif entrant dans le cadre du nouveau dispositif a été réalisé en 2006.

En 2022, la commune comptait 156 habitants, en évolution de −1,27 % par rapport à 2016 (Alpes-de-Haute-Provence : +2,84 %, France hors Mayotte : +2,11 %).
| 1765 | 1793 | 1800 | 1806 | 1821 | 1831 | 1836 | 1841 | 1846 |
| ---- | ---- | ---- | ---- | ---- | ---- | ---- | ---- | ---- |
| 703  | 590  | 580  | 691  | 602  | 586  | 569  | 572  | 612  |

| 1851 | 1856 | 1861 | 1866 | 1872 | 1876 | 1881 | 1886 | 1891  |
| ---- | ---- | ---- | ---- | ---- | ---- | ---- | ---- | ----- |
| 653  | 600  | 997  | 600  | 566  | 533  | 541  | 996  | 1 166 |

| 1896  | 1901  | 1906  | 1911  | 1921 | 1926 | 1931 | 1936 | 1946 |
| ----- | ----- | ----- | ----- | ---- | ---- | ---- | ---- | ---- |
| 1 245 | 1 203 | 1 191 | 1 160 | 409  | 415  | 415  | 781  | 98   |

| 1954 | 1962 | 1968 | 1975 | 1982 | 1990 | 1999 | 2006 | 2011 |
| ---- | ---- | ---- | ---- | ---- | ---- | ---- | ---- | ---- |
| 237  | 185  | 200  | 195  | 198  | 168  | 166  | 148  | 185  |

| 2016 | 2021 | 2022 | - | - | - | - | - | - |
| ---- | ---- | ---- | - | - | - | - | - | - |
| 158  | 154  | 156  | - | - | - | - | - | - |

| 1315    | 1471     |
| ------- | -------- |
| 94 feux | inhabité |

L’histoire démographique de La Condamine-Châtelard, après l’abandon complet dû à la crise des XIVe et XVe siècles, est marquée par un long mouvement de croissance jusqu’au milieu du XIXe siècle. L’exode rural provoque ensuite un mouvement de recul démographique de longue durée.

## Lieux et monuments

### Architecture militaire

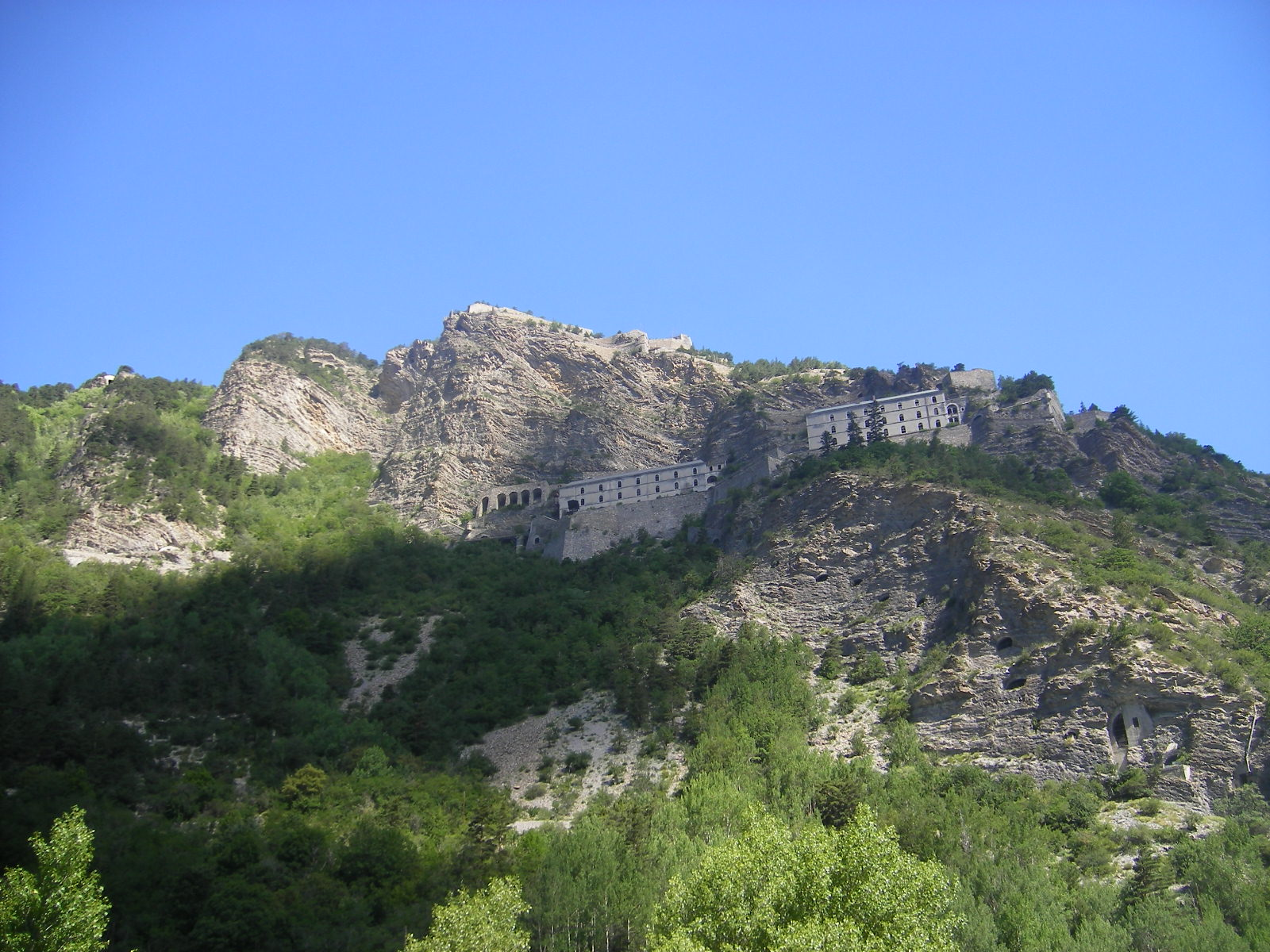
Fort de Tournoux.

Le fort de Tournoux a été construit de 1843 à 1866, à 1 730 m d’altitude. Des batteries lui sont ajoutées après 1870, et des abris bétonnés juste avant la Première Guerre mondiale. Enfin, on construisit une batterie casematée en 1934, faisant partie de la ligne Maginot des Alpes, et le pont de Tournoux.
La batterie de Dormilhouse, construite en 1879-1880 à 2 519 m d’altitude, barre le col Bas ou col de Provence.
Le fortin de Serre de Laut, doté d’un poste extérieur, est construit en 1890-1893, sert de poste d’observation protégeant le fort de Tournoux.
Le tunnel du Parpaillon, envisagé dès 1694, est creusé de 1890 à 1900. Long de 520 m, il est emprunté par la route militaire La Condamine-Crevoux, et passe sous le col des Orres ou Parpaillon.
La caserne Tarron est construite en 1904-1906 pour servir d'hôpital au fort de Tournoux, et remplit cette fonction jusqu'en 1915. Après une première fermeture, l'hôpital est rouvert, et des pavillons lui sont ajoutés en 1934-1936. Des sous-mariniers y effectuent des stages de réoxygénation à partir de 1960, et le Centre de réoxygénation des sous-mariniers de la Marine nationale y est installé de 1964 à 2013.

### Architecture religieuse

#### Chef-lieu
L’église paroissiale Sainte Catherine à la Condamine date de 1822 est liée à Catherine d'Alexandrie fêtée le 25 novembre, patronne d'un très grand nombre de spécialités ouvrières bien ancrées dans le concret : barbiers, charrons, cordiers, drapiers, écoliers et étudiants, fileuses de laine, généalogistes, meuniers, notaires, nourrices, orateurs, philosophes, plombiers, potiers, prêcheurs, rémouleurs, tailleurs, tourneurs, théologiens et des filles à marier.
Dans son mobilier remarquable se trouve un tableau représentant la Présentation de Jésus au Temple, peint par Fidèle Maria Patritti en 1862. Deux tourterelles, symbole de pureté, sont offertes en sacrifice pour la cérémonie de purification de la mère du Christ. Le sommet de son fronton comporte un œil-de-bœuf des combles qui est en forme de coquille Saint-Jacques de plus de 1,5 m de large.

#### Châtelard
L’église Saint-Clément date de 1830. Ses fonts baptismaux, carolingiens, sont classés au titre objet comme d’époque médiévale. Le chœur est voûté en cul-de-four, le clocher est construit contre le chœur de la chapelle des Pénitents, probablement de la même époque.

#### Petites chapelles
Les nombreuses chapelles suivantes sont encore sur pied : Sainte-Anne, Saint-Roch, Villard-Haut, Clausal, pénitente du Châtelard, au Serre, au Prat, au Grach-Bas.